# 韓英 (1935年)
韩英（1935年1月—），辽宁阜新人。1970年4月至1978年11月任山西省革命委员会副主任。於1973年任山西省委書記，1978年被華國鋒調往北京，任共青團中央書記處第一書記，擔任此職務到1982年，後因鄧小平復出，明升暗貶，調往内蒙古，出任內蒙古煤炭工业联合公司副总经理，後任神華集團副董事長。
| 前任： 胡耀邦 | 中国共产主义青年团中央书记处第一书记 1978年10月27日－1982年11月30日 | 繼任： 王兆國 |